# B-Symptomatik
Der Begriff B-Symptomatik bezeichnet eine Trias der folgenden Symptome:
- unerklärliches Fieber (> 38 °C)
- massiver Nachtschweiß (nasse Haare, durchnässte Schlafbekleidung)
- ungewollter Gewichtsverlust von mehr als zehn Prozent des Körpergewichtes innerhalb von sechs Monaten

Die B-Symptomatik kann bei entzündlichen Erkrankungen wie Tuberkulose, Aktinomykose, HIV-Infektion, oder auch invasiven Darmerkrankungen durch Amöben, aber auch bei malignen Prozessen auftreten (z. B. Hodgkin-Lymphom) und gilt hier als prognostisch ungünstiges Zeichen. Wichtigstes Mittel zur Erfassung einer B-Symptomatik ist eine genaue Anamnese des Patienten.

## Zur Begriffsbildung
Der Buchstabe „B“ in dem Begriff „B-Symptomatik“ erklärt sich aus den beiden Zusätzen „A“ bzw. (wie hier) „B“ der Ann-Arbor-Klassifikation für maligne Lymphome. Sind die oben genannten Symptome vorhanden, spricht man von einer „B-Symptomatik“, fehlen diese, von einer „A-Symptomatik“. Im Deutschen kann der Begriff „B-Symptomatik“ auch für „Begleit-Symptomatik“ stehen.